# Enrique Peña Nieto
Enrique Peña Nieto (født 20. juli 1966) var den 57. præsident i Mexico. Han var Mexicos præsident i perioden 1. december 2012 - 30. november 2018. Han blev efterfulgt af den 65-årige Andrés Manuel López Obrador som besteg præsidentposten den 1. december 2018, som nummer 58.
Han er medlem af partiet Partido Revolucionario Institucional og tidligere guvernør i staten Mexico
fra 2005 til 2011. Peña Nieto overtog embedet som præsident 1. december 2012 efter Felipe Calderón. Peña Nieto offentliggjorde sit præsidentkandidatur i september 2011, fire dage efter han forlod guvernørposten, og registrerede
sig formelt i november samme år. Peña Nieto vandt præsidentvalget 1. juli 2012, med 38% af stemmerne.